# Charles Matthau
Charles Marcus Matthau (Nueva York, 10 de diciembre de 1962) es un director de cine y televisión estadounidense, hijo del actor Walter Matthau. Actuó siendo niño junto con su padre en películas como Charley Varrick (1973), de Don Siegel, Bad News Bears (1976) y House Calls (1978).
Entre los proyectos realizados como director se encuentra, en 1995, The Grass Harp ("El arpa de hierba"), basada en la novela homónima de Truman Capote, así como la producción televisiva The Marriage Fool; en ambas interviene su padre como intérprete. Además, dirigió Doin' Time on Planet Earth (1988), Her Minor Thing (2005) y Baby-O (2009).
El nombre de "Charlie" Matthau le viene de Charlie Chaplin, amigo personal de su padre.